# Landelijke fietsroute 35
De Kempenroute-, Hageland- en Haspengouwroute of LF35 was een LF-route in Nederland en België tussen Tilburg en Sint-Truiden, een route van ongeveer 130 kilometer. Het fietspad was een verbinding tussen de LF13 bij Tilburg (waar de route aansluiting gaf op het Nederlandse LF-netwerk) en de voormalige Vlaanderenroute in Sint-Truiden (de LF6). Onderweg kruiste de route tevens de LF5 (Vlaanderenroute), de LF51 (Kempenroute) en de LF50 (Jeugdherbergenroute). Omdat de route de Vlaanderenroute tweemaal aandeed, is het een van de vier dwarsverbindingen in de Vlaanderenroute van voor 2021. De andere dwarsverbindingen waren de LF2, de LF30 en de LF38. 